# 佐野橋
佐野橋（さのばし）は、烏川に架かる人道橋である。

## 概要
烏川を挟んで群馬県高崎市の上佐野町側と同市佐野窪町側を結ぶ橋長113 ｍ・幅員2.3 ｍの木橋で、洪水の際に橋桁部分が流失することを考慮した流れ橋として設計されている。橋脚はH鋼製で11本（12径間）を有し、その上に木製の橋桁が載る構造である。市は現在の場所に橋が架けられた時期ははっきりしないとしている。
橋がある辺りにはかつて舟を並べて板を渡した舟橋が架かっており、橋を渡って逢瀬を重ねていた男女が親に橋板を外されたことで川に転落して命を落としたという伝承がある。この「佐野の舟橋」は芸術・芸能の世界においては度々題材となって全国に知られる歴史を持つ。万葉集（東歌）において「かみつけの佐野の舟橋とりはなし親はさくれど吾わはさかるがへ」と詠まれて「佐野の舟橋」は悲恋の舞台として知られるようになった。歌枕として西行や藤原定家といった著名な歌人の題材になり、能楽の演目のひとつである謡曲「船橋」もこの物語を題材とした。
江戸時代には絵画「諸国名橋奇覧」シリーズにおいて葛飾北斎が舟橋を題材として「かうつけ佐野ふなはしの古づ」を描いている。
周辺にはことわざ「いざ鎌倉」の由来となった謡曲「鉢木」の舞台である常世神社や前述の藤原定家をまつる定家神社が存在する。
本橋は台風等による増水によって度々流失被害を受けているが、災害復旧工事では公共土木施設災害復旧事業費国庫負担法による補助の条件として「原形に復旧する」ことが求められていること、永久橋として架け替えるには佐野窪町側の終端をさらに奥の寺尾町にある堤防まで数百メートル延伸する必要があり、工事のために長期間に渡って本橋を含む重要な生活道路が寸断される恐れがあることから市はその都度流れ橋のまま復旧を行ってきた。2019年（令和元年）10月12日には令和元年東日本台風（台風19号）に伴う河川増水の影響で橋桁部分および橋脚4基が流失したことにより通行不能となった。市は2020年（令和2年）6-7月頃の完成を目指して復旧工事に着手するとしたが、2013年（平成27年）の台風18号による流失時よりも被害規模が大きいため、工事費用はこの際の3700万円を上回る見通しとしていた。結局2019年の被害からは約8300万円をかけて復旧工事を終え、翌2020年7月22日から利用を再開した。

## 交通アクセス
- 上信電鉄上信線佐野のわたし駅から約200m